# Yuejiaqiao (köpinghuvudort i Kina, Hunan Sheng, lat 28,33, long 112,44)
Yuejiaqiao (kinesiska: 岳家桥, 岳家桥镇) är en köpinghuvudort i Kina. Den ligger i provinsen Hunan, i den södra delen av landet, omkring 54 kilometer väster om provinshuvudstaden Changsha. Antalet invånare är 40 535. Befolkningen består av 20 012 kvinnor och 20 523 män. Barn under 15 år utgör 16,0 %, vuxna 15-64 år 70 %, och äldre över 65 år 12,0 %.
Runt Yuejiaqiao är det tätbefolkat, med 411 invånare per kvadratkilometer. Närmaste större samhälle är Huishangang, 19,9 km väster om Yuejiaqiao. Trakten runt Yuejiaqiao består till största delen av jordbruksmark.
Genomsnittlig årsnederbörd är 1 732 millimeter. Den regnigaste månaden är maj, med i genomsnitt 322 mm nederbörd, och den torraste är december, med 52 mm nederbörd.